# Salut de la dona
La salut de la dona o salut de les dones difereix de la salut dels homes de moltes maneres. La salut de les dones és un exemple de salut comunitària, on la salut és definida per l'Organització Mundial de la Salut com "un estat de benestar físic, mental i social complet i no només l'absència d'afeccions o malalties". Sovint tractada simplement com a salut reproductiva de les dones, molts grups defensen una definició més àmplia relacionada amb la salut general de les dones. Aquestes diferències s'exacerben encara més als països en desenvolupament on la salut de les dones es troba encara més desfavorida.
Tot i que les dones dels països industrialitzats han reduït la bretxa de gènere en l'esperança de vida i ara viuen més que els homes, en moltes àrees de salut experimenten les malalties més aviat i més greus, i amb resultats pitjors. El gènere continua sent un important determinant social de la salut, ja que la salut de les dones no només està influenciada per la seva biologia, sinó també per condicions com la pobresa, l'ocupació i les responsabilitats familiars. Les dones han estat desavantatjades des de fa molts aspectes, com ara el seu menor poder econòmic i social que els restringeix l'accés a les necessitats de la vida, inclosa l'atenció sanitària; i com més gran sigui el nivell de desavantatge, com en els països en desenvolupament, major impacte negatiu tindrà sobre la salut.
La salut reproductiva i sexual de les dones té una diferència clara en comparació amb la salut dels homes. Fins i tot als països desenvolupats l'embaràs i el part s'associen a riscos substancials per a les dones amb mortalitat materna que suposen més d'un quart de milió de defuncions a l'any, amb grans diferències entre els països en desenvolupament i els països desenvolupats. La comorbiditat per altres malalties no reproductives com les malalties cardiovasculars contribueixen tant a la mortalitat com a la morbiditat de l'embaràs, inclosa la preeclàmpsia. Les infeccions de transmissió sexual tenen greus conseqüències per a les dones i els lactants, amb una transmissió de mare a fill que dona lloc a resultats com morts fetals i morts neonatals i malalties inflamatòries pelvianes que condueixen a la infertilitat. A més de la infertilitat per moltes altres causes, el control de la natalitat, l'embaràs no desitjat, l'activitat sexual no desitjada i la lluita per accedir a l'avortament creen altres càrregues per a les dones.
Tot i que les taxes de les principals causes de mort, malalties cardiovasculars, càncer i malalties respiratòries són similars en dones i homes, les dones tenen experiències diferents. A Catalunya, el càncer de pulmó ja és la segona causa de mort després del càncer de mama, seguit pel colorectal, pàncrees, ovari i uterí. Tot i que fumar és la principal causa de càncer de pulmó, entre les dones no fumadores el risc de desenvolupar càncer és tres vegades més gran que entre els homes que no fumen. Malgrat això, el càncer de mama continua sent el càncer més freqüent a les dones dels països desenvolupats i és una de les malalties cròniques més importants de les dones, mentre que el càncer de coll uterí continua sent un dels càncers més freqüents als països en desenvolupament, associat al virus del papil·loma humà (VPH), una malaltia de transmissió sexual important. La vacuna contra el VPH i el cribratge ofereixen la promesa de controlar aquestes malalties. Altres problemes importants de salut per a les dones inclouen malalties cardiovasculars, depressió, demència, osteoporosi i anèmia. Un dels principals impediments per avançar en la salut de les dones ha estat la seva insuficient representació en els estudis d'investigació.